# Tinocripus gladius
Tinocripus gladius är en insektsart som beskrevs av Nielson 1982. Tinocripus gladius ingår i släktet Tinocripus och familjen dvärgstritar. Inga underarter finns listade i Catalogue of Life.